# صليب البلطيق

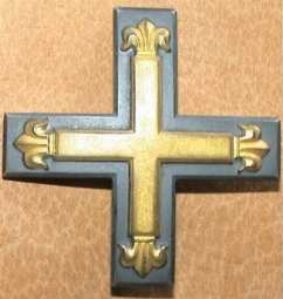
صليب البلطيق

الصليب البلطيقي (بالألمانية: Das Baltenkreuz) زخرفة عسكرية لجمهورية فايمار الألمانية. تم إنشاؤها في عام 1919 من قبل لجنة البلطيق الوطنية ( Baltische Nationalausschuss )، التمثيل السياسي لسكان البلطيق الألمان في جنوب ليفونيا وكورلاند (أي ما يعادل تقريبًا أجزاء من لاتفيا الحديثة). 
مُنِح الصليب للضباط وضباط الصف والرجال من منطقة البلطيق لاندزوير والمجموعات التطوعية التي قاتلت في دول البلطيق خلال 1918-1919 لمدة ثلاثة أشهر على الأقل ضد الجيوش البلشفية.  ومن المعروف الاحتفالات من يوليو 1919. أصدرت لجنة بحر البلطيق الوطنية في يلغافا، في كورلاند (الآن في لاتفيا) أوامر مرقمة للجائزة. تم منح ما مجموعه 21,839 من الصلبان البلطيقية. تم قبول الصليب كزينة معتمدة من الدولة للرايخ الألماني في 16 مايو 1933، وسمح لبسها. استمرت موافقة الدولة من قبل جمهورية ألمانيا الاتحادية.